# Caso Kodama
En 2011 el Ministerio de Vivienda y Urbanismo de Chile bajo la dirección de Magdalena Matte firmó un acuerdo judicial que autorizó el pago de 17.000 millones de pesos (aproximadamente 16.000.000 de euros en 2024) al contratista de la construcción "Consorcio de Construcciones Kodama Ltda". por obras que fueron valoradas en un máximo de 3.000 millones de pesos por el Instituto de Experimentación e Investigación de Materiales (IDIEM) de la Universidad de Chile. La transacción de pago, que correspondía a 15.000 viviendas sociales chilenas, se detuvo en el último momento.

## Antecedentes

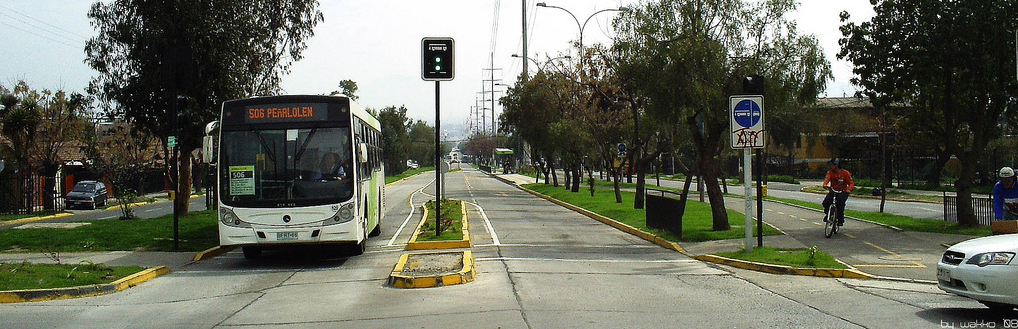
Carril bus de Transantiago, en Av. Grecia/El Acueducto, en Peñalolén.

En el transcurso de obras para Transantiago el Ministerio de Vivienda y Urbanismo, bajo la administración de Michelle Bachelet, ordenó en noviembre de 2006 la construcción de un carril Bus en la "Avenida Pedro Aguirre Cerda" por $ 25.500 millones de pesos que debiera estar terminado en 2007. Después de cambios en el proyecto, el proyecto se terminó en mayo de 2010, 899 días después de lo programado.
Para los extras como consecuencia de cambios el contratista exigió en 2009 7.000 millones de pesos al ministerio pero la autoridad valoró los costos adicionales solo a 950 millones de pesos (Resolución 134, del 16 de febrero de 2010) y así lo comunicó a la Contraloría General de la República. Ocho meses después, bajo la administración de Sebastián Piñera, la Contraloría rechazó la transacción de pago y autorizó el pago de (solo) 95 millones de pesos (toma de razón definitiva de Contraloría, nuevo pago, el 6 de octubre de 2010).
El 15 de diciembre de 2010, Kodama Ltda. interpuso demanda por 41.000 millones de pesos contra el Estado chileno al 10º Juzgado Civil de Santiago. Eso fue un 493% más de los 7.000 millones exigidos inicialmente.
En enero de 2011 el Decreto 8, suscrito por el Ministerio de Vivienda y Urbanismo, autorizó el pago de 17.000 millones de pesos a la contratista Kodama Ltda. Esta oferta fue aceptada por el contratista y el acuerdo se firmó en el 10º Juzgado Civil de Santiago. Dicha transacción, cuyo monto, en ese momento se consideró desproporcionado e ilegal, ha sido posteriormente ratificado por el poder judicial,tanto en la primera como en la segunda instancia. Después de que KODAMA iniciara un nuevo juicio de indemnización de perjucios contra el FISCO de Chile. Para dicho juicio se acompañaron informes periciales, incluido el del DICTUC, que analizados lejos de la continegnia y presión del gobierno de Piñera, para no pagar, fueron validados por el juez y los ministros de la Corte de Apelaciones de Santiago. Finalmente, y después de 10 años de juicios civiles y penales la Corte Suprema ratificó el monto adeudado a KODAMA y lo fijó  en más de 21 millones de dólares.https://www.df.cl/empresas/construccion/corte-suprema-ordena-al-fisco-indemnizar-con-mas-de-us-21-millones-a.

## Kodama
El contratista "Consorcio de Construcciones Kodama Ltda.", propiedad del empresario japonés Kenji Kodama, trabajaba desde hace 18 años para el gobierno y culpó al ministerio y su ineficiencia por el retraso y los 130 cambios hechos al proyecto. El contratista fundamentó su solicitud de pago mediante una investigación de Ingeniería DICTUC Archivado el 29 de julio de 2017 en Wayback Machine., empresa filial de la Universidad Católica de Chile.Los tibunales han ratificiado exactamente lo sostenido por la Empresa Kodama. Es decir, el Fisco y su ineficiencia, produjeron el aumento de los costos de construcción. De hecho, el Fisco ha sido condenado por la Corte Suprema a pagar 21.000.000 millones de dólares más intereses por los atrasos en los pagos por obras nuevas y cambios en el Proyecto, que llevaron a la quebra a KODAMA. Esa es información pública, que se puede consultar en el poder judicial o en diarios en línea como la Tercera o EL Mercurio.

## Consecuencias
El caso estuvo siendo investigado por el fiscal José Morales. El 19 de abril de 2011 dimitió la ministra Magdalena Matte al igual que el 25 de abril el director del Serviu (Servicio de Vivienda y Urbanismo) Antonio Llompart, el subdirector de asuntos jurídicos del Ministerio, Rafael Marambio (quien reconoció haber aceptado un ticket de avión a Buenos Aires de Kodama) y el subdirector de Pavimentación y Obras Viales, Franz Greve. También dimitió el asesor de la ministra Matte, Álvaro Baeza. Todos los formalizados por el fiscal Morales fueron enjuiciados por un cohecho de 130 mil pesos, algo así como 130 dólares y declarados inocentes el día 11 de junio de 2014, por el cuarto tribunal oral en lo penal<https://www.emol.com/noticias/nacional/2014/06/11/664791/tribunal-absuelve-a-imputados-acusados-en-el-denominado-caso-kodama.html>. En la Sentencia, se decide por 3 votos a cero absolver de todos los cargos al Sr. Matias Cortés dela Cerda. Respecto de los otros dos acusados, uno de los jueces condenó, pues estimó que se daba por probado que el Sr. Rodrigo Alcaino Torres y Rafael Marambio Salas, habían sido sujetos activos y pasivos del cohecho. La Sentencia del tribunal oral en lo penal, fue confirmada al rechazar la corte de apelaciones el recurso de nulidad intentado por la Fiscalía, en el que además se amonestó a la Fiscalía por la falta de pruebas que no justificaban haber iniciado proceso penal alguno en contra de los acusados en primer lugar. Respecto del monto adeudado a KODAMA: posteriormente, un tribunal civil de primera instancia, la Corte de Apelaciones y Suprema https://www.df.cl/empresas/construccion/corte-suprema-ordena-al-fisco-indemnizar-con-mas-de-us-21-millones-a, acogieron la demanda de indemnización de perjuicios de KODAMA, ratificando el monto de lo adeudado por el Fisco de Chile de 17.000.000.000 de pesos más íntereses. Igual monto al que dio origen a todo el proceso penal contra los abogados de la empresa KODAMA, años antes. Por desgracia, la empresa quebró, perdiéndose 800 trabajos directos y miles de millones en contratos y equipos. Todo, producto de la estrategia llevada a cabo por el Fisco, Gobierno de Piñera, para no pagar lo que se debía desde un principio. Hoy, se siguen usando las obras públicas hechas por Kodama, sin que hasta la fecha el Fisco haya pagado lo que debe, a pesar de haber sido condenado al pago.